# Spirální galaxie

Příklad spirální galaxie: Galaxie M101, také známá jako NGC 5457 nebo Galaxie Větrník, ležící v souhvězdí Velká medvědice ve vzdálenosti 25 milionů světelných let od Země

Teoretické vysvětlení ramen galaxie jako hustotních vln orbit hvězd

Spirální galaxie je typ galaxie podle Hubbleovy klasifikace. Takovéto galaxie mohou dosahovat velikosti od 30 000 až do 200 000 světelných let. Množství jejich členů se pak pohybuje řádově kolem miliard až stamiliard. Existovaly už před více než 12 miliardami let.
Pro spirální galaxie je typická středová oblast kulového tvaru, z které vycházejí jednotlivá ramena. Středová oblast obsahuje hvězdy starší, především červené obry a veleobry, podobně jako u galaxií eliptických, které jsou považovány za pozdější vývojové stádium. Spirální ramena naopak obsahují hvězdy mladé, vznikající, množství mezihvězdných mračen, plynu, otevřených hvězdokup a mlhovin.
Spirální galaxie typu Sa má mohutnou středovou oblast a ramena jsou k ní těsně přivinuta. Galaxie typu Sc mají středovou oblast poměrně malou a ramena jsou široce rozevřená. Galaxie typu Sb jsou jakýmsi přechodovým typem mezi Sa a Sc.
Zvláštním typem spirálních galaxií jsou spirální galaxie s příčkou. Tyto galaxie mají jen dvě ramena (na rozdíl od spirálních galaxií bez příčky, které mohou obsahovat ramen několik), která jsou přes střed galaxie spojena příčkou.
U galaxií, které jsou k nám natočeny „bokem“ pozorujeme temný proužek v rovníkové rovině galaxie. Ten je způsoben koncentrací většího množství prachu v okrajových částech galaxie. Dobrým příkladem je galaxie M104 zvaná „Sombrero“.
Většina pozorovaných spirálních galaxií má více než dvě ramena. Tato ramena se vyskytují spíše ve vnější části galaxie, to jest po obvodu, kdežto v blízkosti středu galaxie jsou viditelná ramena pouze dvě. U některých galaxií nemusí být spirální struktura ramen zřetelně čitelná.